# ويكيبيديا القبائلية
ويكيبيديا القبائلية (بالقبائلية: Wikipedia: tasanayt tilellit، ويكيپْديا: ثاسانايث ثيلْلّيث) هي نسخة اللغة القبائلية من ويكيبيديا، تاريخ إطلاقها كان في 12 مارس 2007، وفي 23 مارس 2025 وصل عدد المقالات فيها إلى 6٬896 مقالة وهي تحتل المركز 206 من حيث عدد المقالات.

## التاريخ
- مايو 2007 - أنشئت المقالة رقم 100.[2]
- أكتوبر 2010 - أنشئت المقالة رقم 1000.[2]
- نوفمبر 2014 - أنشئت المقالة رقم 2000.[3]
- 15 نوفمبر 2020 - أنشئت المقالة رقم 5000.[4]

## الإحصائيات
| عدد المستخدمين المسجلين | عدد المستخدمين النشيطين | عدد المقالات | صفحات المحتوى | عدد التعديلات | عدد الملفات المرفوعة | عدد الإداريين |
| ----------------------- | ----------------------- | ------------ | ------------- | ------------- | -------------------- | ------------- |
| 15٬020                  | 25                      | 6٬896        | 16٬806        | 110٬671       | 0                    | 1             |